# Olorotytan
Olorotytan (Olorotitan) – rodzaj wymarłego dinozaura, ornitopoda z rodziny hadrozaurów i podrodziny Lambeosaurinae. Budową przypominał blisko spokrewnionego hipakrozaura, nosił na głowie charakterystyczny dla przedstawicieli swej podrodziny wydrążony grzebień budowany w większości przez kości nosowe. Stanowi kolejne po amurozaurze i charonozaurze znalezisko Lambeosaurinae w obwodzie amurskim.

## Historia
Szczątki dinozaurów kaczodziobych znajdywano nad brzegiem Amuru już na początku XX wieku, z tym że te najwcześniejsze znaleziska odkryto po stronie chińskiej. Część z nich zaliczano do rodzajów zaurolof i Trachodon. Od 1957 pisano o znaleziskach po stronie radzieckiej, w obwodzie amurskim. Szczątki odkryte w 1984 nazwano amurozaurem Amurosaurus riabinini. Na podstawie przeglądów Godefroita i współpracowników w 2001 wyodrębniono kolejny rodzaj – charonozaur. Przed odkryciem olorotytana z obwodu amurskiego znane były w efekcie dwa rodzaje Lambeosaurinae: amurozaur i charonozaur.
Znalezione na powierzchni kilkuset metrów kwadratowych w okolicy Kundur w obwodzie amurskim w Dalekowschodnim Okręgu Federalnym pozostałości olorotytana, odkopane w latach 1999–2001, stanowią najbardziej kompletne znalezisko dinozaura w Federacji Rosyjskiej, jak również najbardziej kompletny szkielet Lambeosaurinae spoza Ameryki Północnej. Leżały one rozrzucone, jak piszą autorzy opisu rodzaju, na przestrzeni setek metrów kwadratowych, w towarzystwie szczątków innych zwierząt, w tym kaczodziobych obu podrodzin, prawdopodobnie nodozauryda, teropoda, krokodyli, żółwi oraz zębów wieloguzkowców. Holotyp oznakowano symbolami AEHM 2/845. Znajduje się on w Muzeum Paleontologicznym w Błagowieszczeńsku.

## Budowa
Dinozaur ten należał do dużych kaczodziobych. Wielkością przypominał Parasaurolophus cyrtocristatus.

### Głowa
Olorotytan czaszkę ma długą i masywną. Wyróżnia się dziwacznym wydrążonym grzebieniem noszonym na głowie. Nie znajdzie się podobnego u żadnego z hadrozaurów kontynentu północnoamerykańskiego. Jest on wyższy, niż pozostała część czaszki, na długość sięga za potylicę. Właśnie rozległością w kierunku tylnym odróżnia się od grzebienia północnoamerykańskich Lambeosaurinae. Dobrym rozwojem od strony brzusznej odróżnia się on też od ozdoby głowy swego dalszego krewnego parazaurolofa. Zalicza się go do autapomorfii rodzaju. Ponad połowę powierzchni tego tworu tworzyły kości nosowe, u holotypu zachowane w złym stanie.
Od strony grzbietowo-przedniej od kości nosowych leżą kości przedszczękowe. Spośród innych Lambeosaurinae olorotytan wyróżnia się nozdrzem zewnętrznym, przyjmującym kształt łzy i całkowicie otoczonym wspomnianą kością. Charakteryzuje się ona również nadającym czaszce wklęsły kształt przy spoglądaniu z boku wyrostkiem grzbietowym oraz długim, sięgającym daleko w tył aż za potylicę wyrostkiem bocznym. W części ogonowej dystalnie kość zwęża się.
Kość jarzmowa, o części dziobowej krótszej, niż u innych Lambeosaurinae i wybitnie prostym przednim brzegu, nosi bardzo wysoki wyrostek zaoczodołowy. Jego długość stanowi 0,9 długości kości. Natomiast leżąca przed nim część kości jarzmowej w porównaniu z odpowiednikami u krewnych olorotytana jest krótka. Autorzy opisu rodzaju wspominają też dziobowy wyrostek omawianej kości, szeroki w kierunku grzbietowo-brzusznym, zwracając uwagę na prosty brzeg dziobowy.
Kość kwadratowa, dobrze zbudowana, zakrzywia się. Skrzydło jest szerokie.
Przednia część pyska jest zaokrąglona, szorstka. Kość szczękowa przypomina obserwowaną u tsintaozaura swą asymetrią oraz budową brzegu zębodołowego.
Niska kość zębowa nosiła baterię zębową obejmującą 32 rzędy, 2/3 jej długości zajmuje diastema. Zęby kości zębowej są niższe, niż u charonozaura.

### Szkielet osiowy

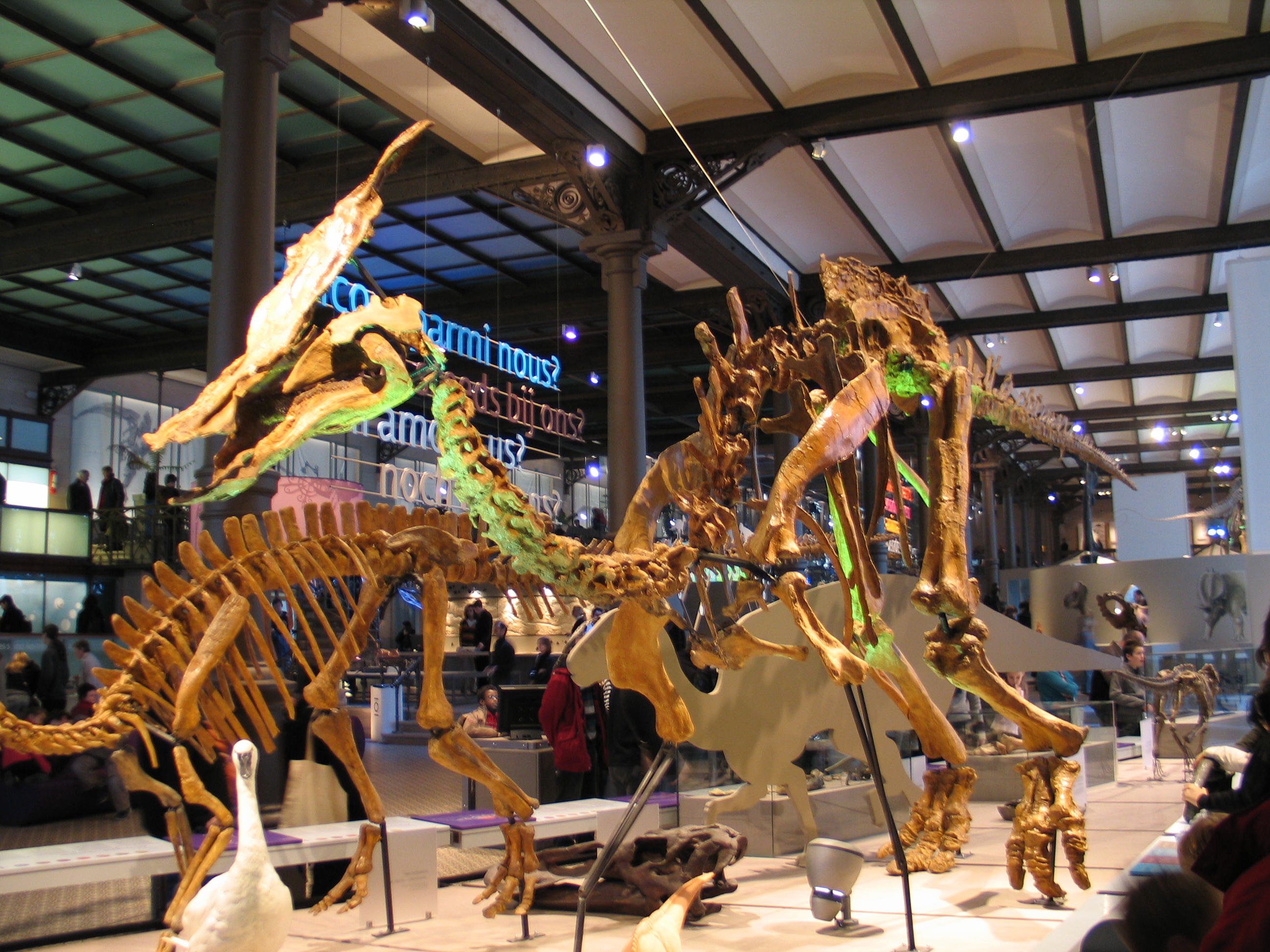
Szkielet olorotytana w Museum voor Natuurwetenschappen w Brukseli (Belgia), 28 grudnia 2007

Cechy charakterystyczne zwierzęcia stanowią również wydłużone szyja i kość krzyżowa. Szyjny odcinek kręgosłupa liczy sobie 18 kręgów. Nigdy przed odkryciem olorotytana nie widziano przedstawiciela Hadrosaurisdae, który miałby ich więcej, niż 15.
Dalszy odcinek kręgosłupa tworzą kręgi grzbietowe. Ich wyrostki kolczyste ustępują wysokością obserwowanym u hipakrozaura. Przypominają raczej te należące do korytozaura.
Nieparzyste kości tworzące mostek są połączone ze sobą, co jest cechą normalną dla Lambeosaurinae. Godefroit i współpracownicy zwracają uwagę na dużą proksymalną wiosłowatą część kości.
Występuje kość krzyżowa. Jeśli policzyć właściwe kręgi krzyżowe wraz z przejściowymi kręgami grzbietowo-krzyżowymi proksymalnie i ogonowo-krzyżowymi dystalnie, otrzymuje się liczbę od 10 do 12 kręgów. Mają one wyrostki kolczyste dłuższe, niż w innych odcinkach kręgosłupa olorozaura, ale i tak nie dorównują one wyrostkom tego odcinka u barsboldii, opisanego przez polskich naukowców Lambeosaurinae z mongolskiej formacji Nemegt.
Ogon był długi, budowany przez przynajmniej 7 dziesiątek kręgów. Zarówno ich wyrostki kolczyste u góry, jak i łuki hemalne u doły nie dorównywały wysokością hipakrozaurzym. Sztywność bliższej jednej trzeciej ogona zawdzięcza on dodatkowym połączeniom stawowym pomiędzy wyrostkom kolczystym kręgów. Na tylnej stronie wyrostka kręgu leżącego proksymalnie znajduje się zagłębienie, do którego pasuje wybrzuszenie na przedniej powierzchni wyrostka kolejnego kręgu. Autorzy opisu olorotytana rozważają w swej pracy, czy na pewno stanowi zjawisko fizjologiczne, a nie patologiczne. Zauważają, że powtarza się zbyt regularnie na kolejnych kręgach, by miało stanowić wyraz jakiejś patologii. Zastrzegają jednak, że nie można w chwili tego opisu mieć takiej pewności, mogą ją zapewnić (bądź ją obalić) jedynie kolejne znaleziska.

### Kończyna przednia
Olorotytan miał łopatkę bardziej wydłużoną niż inni przedstawiciele jego rodziny. Towarzyszyła jej solidna kość krucza. Godefroit i współpracownicy hak tej ostatniej opisują jako względnie niewielki, zauważają natomiast dużą wypukłość, do której zażyciowo przylegał mięsień dwugłowy ramienia.
Kość ramienna była bardzo dobrze zbudowana. Przebiegał na niej dobrze wyrażony grzebień naramienno-piersiowy. Taka budowa nie wyróżniała Olorotitan spośród innych Lambeosaurinae.

### Kończyna tylna
Autorzy opisu olorotytana porównują jego kość biodrową do obserwowanych u lambeozaura czy korytozaura, nie stwierdzając istotnych różnic poza odchylonym do dołu wyrostkiem przedpanewkowym, dobrze zbudowanym wyrostkiem zapanewkowym oraz również dobrze wyrażonej strukturze zwanej antitrochanter (słowo trochanter oznacza krętarz, wyniosłość na kości udowej). Dobrej budowy nie można odmówić także kości kulszowej, Godefroit ze współpracownikami wspominają o jej stopkowatym zakończeniu dalszym. Podkreślają niezwykłość tej cechy u Lambeosaurinae, aczkolwiek cechą te wyrażone są jeszcze lepiej u hipakrozaura i parazaurolofa.
Kość udowa nie różni się wielkością od piszczeli. Znajduje się na niej bardzo dobrze rozwinięty krętarz mniejszy. Ustępuje mu mniej wydatny krętarz czwarty.
Piszczel, nosząca cnemial crest na jednej piątej swej długości, nie różni się tym wymiarem od kości udowej. Wspomniany grzebień rozwinięty jest w stopniu umiarkowanym.
Leżące w dalszym odcinku kończyny dolnej kości skokowa i piętowa przyłączone są do kości piszczelowej i strzałkowej. Godefroit et al. zwracają uwagę na przechylenie kości skokowej w kierunku bocznym, tak jak u większości hadrozaurów. Jako wyjątki podają tylko charonozaura i parazaurolofa.

## Systematyka
Nazwa rodzajowa Olorotitan oznacza „olbrzymi łabędź”. Epitet gatunkowy odnosi się z kolei do powiatu Arhara w Rosji. Jako lokalizację typową podano Kundur.
Autorzy rodzaju Olorotitan uznali go za grupę siostrzaną dla rodzajów Hypacrosaurus i Lambeosaurus, obu pochodzących z kontynentu północnoamerykańskiego. Jednakże na podstawie swego nowego znaleziska wnioskują oni, że Lambeosaurinae wyewoluowały w Azji, a do Ameryki Północnej dostały się drogą migracji jeszcze przed późnym kampanem. Autorzy nowszej pracy na podstawie analizy 118 cech również opowiadają się za bliskim pokrewieństwem tych zwierząt, wymieniając wśród taksonów siostrzanych olorotytanowi Corythosaurus casuarius, Hypacrosaurus stebingeri i H. altispinus. Włączają go tym samym do Corythosaurini.

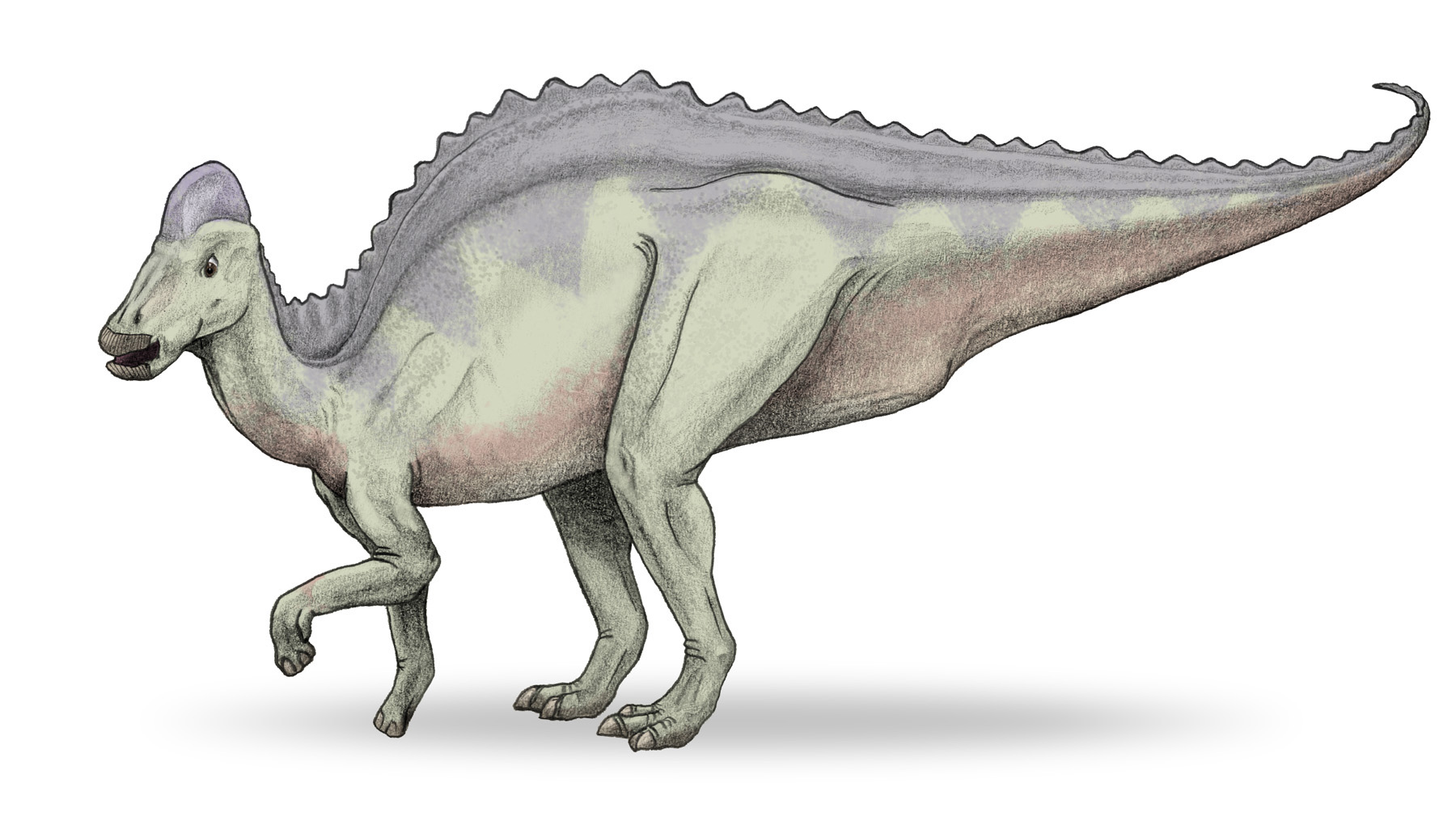
Bliskim krewnym olorotytana był hipakrozaur

Godefroit i inni przedstawicieli przy okazji opisu rodzaju następujący kladogram:
|  | Charonosaurus   |
|  |                 |
|  | Parasaurolophus |
|  |                 |

|  | Lambeosaurus                                                                                 |
|  |                                                                                              |
|  | \| \| Corythosaurus \| \| \| \| \| \| Hypacrosaurus \| \| \| \| \| \| Olorotitan \| \| \| \| |
|  |                                                                                              |
|  | Corythosaurus                                                                                |
|  |                                                                                              |
|  | Hypacrosaurus                                                                                |
|  |                                                                                              |
|  | Olorotitan                                                                                   |
|  |                                                                                              |

|  | Corythosaurus |
|  |               |
|  | Hypacrosaurus |
|  |               |
|  | Olorotitan    |
|  |               |

|  | Charonosaurus   |
|  |                 |
|  | Parasaurolophus |
|  |                 |

|  | Lambeosaurus                                                                                 |
|  |                                                                                              |
|  | \| \| Corythosaurus \| \| \| \| \| \| Hypacrosaurus \| \| \| \| \| \| Olorotitan \| \| \| \| |
|  |                                                                                              |
|  | Corythosaurus                                                                                |
|  |                                                                                              |
|  | Hypacrosaurus                                                                                |
|  |                                                                                              |
|  | Olorotitan                                                                                   |
|  |                                                                                              |

|  | Corythosaurus |
|  |               |
|  | Hypacrosaurus |
|  |               |
|  | Olorotitan    |
|  |               |

|  | Charonosaurus   |
|  |                 |
|  | Parasaurolophus |
|  |                 |

|  | Lambeosaurus                                                                                 |
|  |                                                                                              |
|  | \| \| Corythosaurus \| \| \| \| \| \| Hypacrosaurus \| \| \| \| \| \| Olorotitan \| \| \| \| |
|  |                                                                                              |
|  | Corythosaurus                                                                                |
|  |                                                                                              |
|  | Hypacrosaurus                                                                                |
|  |                                                                                              |
|  | Olorotitan                                                                                   |
|  |                                                                                              |

|  | Corythosaurus |
|  |               |
|  | Hypacrosaurus |
|  |               |
|  | Olorotitan    |
|  |               |

|  | Charonosaurus   |
|  |                 |
|  | Parasaurolophus |
|  |                 |

|  | Lambeosaurus                                                                                 |
|  |                                                                                              |
|  | \| \| Corythosaurus \| \| \| \| \| \| Hypacrosaurus \| \| \| \| \| \| Olorotitan \| \| \| \| |
|  |                                                                                              |
|  | Corythosaurus                                                                                |
|  |                                                                                              |
|  | Hypacrosaurus                                                                                |
|  |                                                                                              |
|  | Olorotitan                                                                                   |
|  |                                                                                              |

|  | Corythosaurus |
|  |               |
|  | Hypacrosaurus |
|  |               |
|  | Olorotitan    |
|  |               |

|  | Charonosaurus   |
|  |                 |
|  | Parasaurolophus |
|  |                 |

|  | Lambeosaurus                                                                                 |
|  |                                                                                              |
|  | \| \| Corythosaurus \| \| \| \| \| \| Hypacrosaurus \| \| \| \| \| \| Olorotitan \| \| \| \| |
|  |                                                                                              |
|  | Corythosaurus                                                                                |
|  |                                                                                              |
|  | Hypacrosaurus                                                                                |
|  |                                                                                              |
|  | Olorotitan                                                                                   |
|  |                                                                                              |

|  | Corythosaurus |
|  |               |
|  | Hypacrosaurus |
|  |               |
|  | Olorotitan    |
|  |               |

|  | Charonosaurus   |
|  |                 |
|  | Parasaurolophus |
|  |                 |

|  | Lambeosaurus                                                                                 |
|  |                                                                                              |
|  | \| \| Corythosaurus \| \| \| \| \| \| Hypacrosaurus \| \| \| \| \| \| Olorotitan \| \| \| \| |
|  |                                                                                              |
|  | Corythosaurus                                                                                |
|  |                                                                                              |
|  | Hypacrosaurus                                                                                |
|  |                                                                                              |
|  | Olorotitan                                                                                   |
|  |                                                                                              |

|  | Corythosaurus |
|  |               |
|  | Hypacrosaurus |
|  |               |
|  | Olorotitan    |
|  |               |

|  | Charonosaurus   |
|  |                 |
|  | Parasaurolophus |
|  |                 |

|  | Lambeosaurus                                                                                 |
|  |                                                                                              |
|  | \| \| Corythosaurus \| \| \| \| \| \| Hypacrosaurus \| \| \| \| \| \| Olorotitan \| \| \| \| |
|  |                                                                                              |
|  | Corythosaurus                                                                                |
|  |                                                                                              |
|  | Hypacrosaurus                                                                                |
|  |                                                                                              |
|  | Olorotitan                                                                                   |
|  |                                                                                              |

|  | Corythosaurus |
|  |               |
|  | Hypacrosaurus |
|  |               |
|  | Olorotitan    |
|  |               |

|  | Charonosaurus   |
|  |                 |
|  | Parasaurolophus |
|  |                 |

|  | Lambeosaurus                                                                                 |
|  |                                                                                              |
|  | \| \| Corythosaurus \| \| \| \| \| \| Hypacrosaurus \| \| \| \| \| \| Olorotitan \| \| \| \| |
|  |                                                                                              |
|  | Corythosaurus                                                                                |
|  |                                                                                              |
|  | Hypacrosaurus                                                                                |
|  |                                                                                              |
|  | Olorotitan                                                                                   |
|  |                                                                                              |

|  | Corythosaurus |
|  |               |
|  | Hypacrosaurus |
|  |               |
|  | Olorotitan    |
|  |               |

|  | Charonosaurus   |
|  |                 |
|  | Parasaurolophus |
|  |                 |

|  | Lambeosaurus                                                                                 |
|  |                                                                                              |
|  | \| \| Corythosaurus \| \| \| \| \| \| Hypacrosaurus \| \| \| \| \| \| Olorotitan \| \| \| \| |
|  |                                                                                              |
|  | Corythosaurus                                                                                |
|  |                                                                                              |
|  | Hypacrosaurus                                                                                |
|  |                                                                                              |
|  | Olorotitan                                                                                   |
|  |                                                                                              |

|  | Corythosaurus |
|  |               |
|  | Hypacrosaurus |
|  |               |
|  | Olorotitan    |
|  |               |

|  | Charonosaurus   |
|  |                 |
|  | Parasaurolophus |
|  |                 |

|  | Lambeosaurus                                                                                 |
|  |                                                                                              |
|  | \| \| Corythosaurus \| \| \| \| \| \| Hypacrosaurus \| \| \| \| \| \| Olorotitan \| \| \| \| |
|  |                                                                                              |
|  | Corythosaurus                                                                                |
|  |                                                                                              |
|  | Hypacrosaurus                                                                                |
|  |                                                                                              |
|  | Olorotitan                                                                                   |
|  |                                                                                              |

|  | Corythosaurus |
|  |               |
|  | Hypacrosaurus |
|  |               |
|  | Olorotitan    |
|  |               |

|  | Charonosaurus   |
|  |                 |
|  | Parasaurolophus |
|  |                 |

|  | Lambeosaurus                                                                                 |
|  |                                                                                              |
|  | \| \| Corythosaurus \| \| \| \| \| \| Hypacrosaurus \| \| \| \| \| \| Olorotitan \| \| \| \| |
|  |                                                                                              |
|  | Corythosaurus                                                                                |
|  |                                                                                              |
|  | Hypacrosaurus                                                                                |
|  |                                                                                              |
|  | Olorotitan                                                                                   |
|  |                                                                                              |

|  | Corythosaurus |
|  |               |
|  | Hypacrosaurus |
|  |               |
|  | Olorotitan    |
|  |               |

|  | Charonosaurus   |
|  |                 |
|  | Parasaurolophus |
|  |                 |

|  | Lambeosaurus                                                                                 |
|  |                                                                                              |
|  | \| \| Corythosaurus \| \| \| \| \| \| Hypacrosaurus \| \| \| \| \| \| Olorotitan \| \| \| \| |
|  |                                                                                              |
|  | Corythosaurus                                                                                |
|  |                                                                                              |
|  | Hypacrosaurus                                                                                |
|  |                                                                                              |
|  | Olorotitan                                                                                   |
|  |                                                                                              |

|  | Corythosaurus |
|  |               |
|  | Hypacrosaurus |
|  |               |
|  | Olorotitan    |
|  |               |

|  | Charonosaurus   |
|  |                 |
|  | Parasaurolophus |
|  |                 |

|  | Lambeosaurus                                                                                 |
|  |                                                                                              |
|  | \| \| Corythosaurus \| \| \| \| \| \| Hypacrosaurus \| \| \| \| \| \| Olorotitan \| \| \| \| |
|  |                                                                                              |
|  | Corythosaurus                                                                                |
|  |                                                                                              |
|  | Hypacrosaurus                                                                                |
|  |                                                                                              |
|  | Olorotitan                                                                                   |
|  |                                                                                              |

|  | Corythosaurus |
|  |               |
|  | Hypacrosaurus |
|  |               |
|  | Olorotitan    |
|  |               |

|  | Charonosaurus   |
|  |                 |
|  | Parasaurolophus |
|  |                 |

|  | Lambeosaurus                                                                                 |
|  |                                                                                              |
|  | \| \| Corythosaurus \| \| \| \| \| \| Hypacrosaurus \| \| \| \| \| \| Olorotitan \| \| \| \| |
|  |                                                                                              |
|  | Corythosaurus                                                                                |
|  |                                                                                              |
|  | Hypacrosaurus                                                                                |
|  |                                                                                              |
|  | Olorotitan                                                                                   |
|  |                                                                                              |

|  | Corythosaurus |
|  |               |
|  | Hypacrosaurus |
|  |               |
|  | Olorotitan    |
|  |               |

|  | Charonosaurus   |
|  |                 |
|  | Parasaurolophus |
|  |                 |

|  | Lambeosaurus                                                                                 |
|  |                                                                                              |
|  | \| \| Corythosaurus \| \| \| \| \| \| Hypacrosaurus \| \| \| \| \| \| Olorotitan \| \| \| \| |
|  |                                                                                              |
|  | Corythosaurus                                                                                |
|  |                                                                                              |
|  | Hypacrosaurus                                                                                |
|  |                                                                                              |
|  | Olorotitan                                                                                   |
|  |                                                                                              |

|  | Corythosaurus |
|  |               |
|  | Hypacrosaurus |
|  |               |
|  | Olorotitan    |
|  |               |

|  | Charonosaurus   |
|  |                 |
|  | Parasaurolophus |
|  |                 |

|  | Lambeosaurus                                                                                 |
|  |                                                                                              |
|  | \| \| Corythosaurus \| \| \| \| \| \| Hypacrosaurus \| \| \| \| \| \| Olorotitan \| \| \| \| |
|  |                                                                                              |
|  | Corythosaurus                                                                                |
|  |                                                                                              |
|  | Hypacrosaurus                                                                                |
|  |                                                                                              |
|  | Olorotitan                                                                                   |
|  |                                                                                              |

|  | Corythosaurus |
|  |               |
|  | Hypacrosaurus |
|  |               |
|  | Olorotitan    |
|  |               |

## Rozmieszczenie geograficzne i paleoekologia
Szczątki olorotytana znaleziono na terenie dzisiejszej Federacji Rosyjskiej, na wschodzie kraju, w okolicach Kundur, w obwodu amurskim Dalekowschodniego Okręgu Federalnego.
Pozostałości zwierzęcia wedle jego odkrywców spoczywały w formacji Tsagayan, znaleziono je na szczycie jej podstawnej części, jak również w jej środkowej części. Wedle innych specjalistów i nowszych informacji pochodzą jednak z formacji Udurchukan. Mówi się też o formacji Kundur. W każdym razie datuje się je na mastrycht (ostatnie piętro ery mezozoicznej), dokładniej na środkową część tego piętra lub na późny mastrycht.
Są to osady kontynentalne, powstałe w klimacie podzwrotnikowym pozostałości środowisk podmokłych i pojezierzy w przypadku formacji Kundur, osady aluwialne natomiast w przypadku grupy Tsagayan, obejmującej formacje Udurchukan i Bureya (szczątki dinozaurów odnajdywano jednak tylko w formacji Udurchukan).
Pod względem fauny kręgowców formacja Kundur przywołuje na myśl swoje odpowiedniki w Ameryce Północnej. Chodzi tu zwłaszcza o obfitość Lambeosaurinae przypominających korytozaura, prawdopodobną obecność nodozaurydów i wieloguzkowce. Wśród roślin znaleziono pyłki okrytonasiennych, których liczba zmniejsza się wraz ze zniknięciem kaczodziobych w wyższych warstwach skalnych.